# Fondation Martin Bodmer
Pour les articles homonymes, voir Martin Bodmer et Bodmer.
La Fondation Martin Bodmer est une bibliothèque et un musée privé située sur le territoire de la commune genevoise de Cologny, en Suisse. Elle conserve une grande collection de manuscrits autographes et d'imprimés. Le site de la Fondation, donnant sur le Léman, abrite environ 150 000 pièces. Le musée, conçu par l'architecte Mario Botta, est inauguré en novembre 2003.
La Fondation Martin Bodmer (fondée en 1971) est classée au Registre Mémoire du Monde de l'UNESCO depuis octobre 2015.

## Histoire
Martin Bodmer, bibliophile suisse, est à l'origine de la collection de la Fondation Martin Bodmer.

### LaBodmerianaet laWeltliteratur

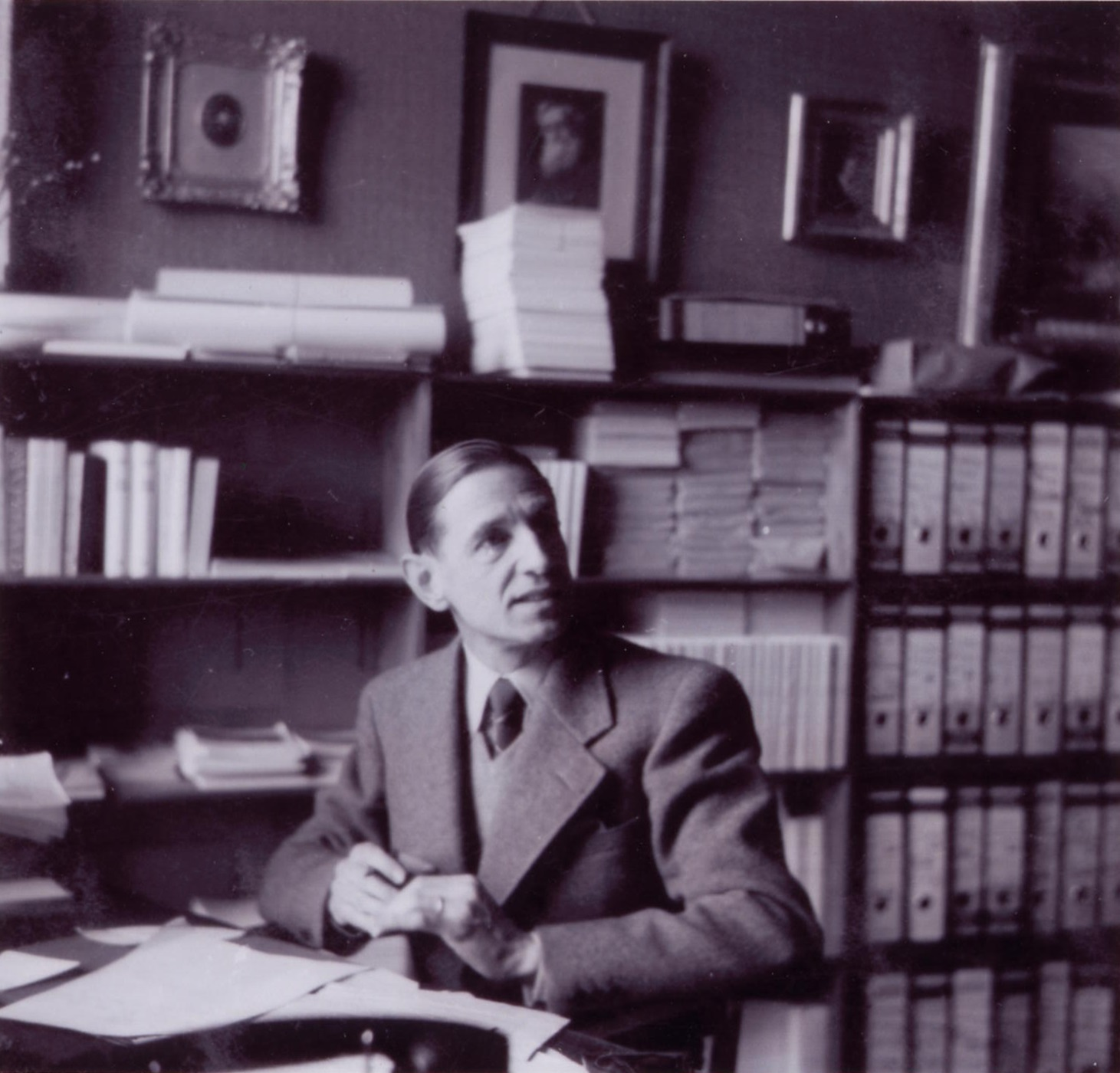
Martin Bodmer, dans son bureau du Comité international de la Croix-Rouge (CICR).

Dès 1919, Martin Bodmer avait commencé ses recherches pour former une bibliothèque de la « littérature universelle » (« Weltliteratur »), selon l’expression de Goethe. En 1939, sa collection était alors constituée de quelque 60 000 volumes. Martin Bodmer cherchait à établir une synthèse de la littérature mondiale. Son livre Eine Bibliothek der Weltliteratur, paru en 1947, en trace les lignes directrices.
En raison de ses responsabilités au sein du CICR, sans compter ses voyages une fois par mois à Zurich au siège de la Neue Zürcher Zeitung, Martin Bodmer laissa quelque peu de côté sa collection, dont s’occupait depuis 1940 Elli Lehmann. Durant cette période, il s’installa définitivement à Cologny, où il avait acquis et réuni en un seul domaine, autour de la campagne Gautier (le « Grand Cologny ») plusieurs parcelles attenantes, d’une superficie totale de plus de 50 hectares. L’une d’elles, la villa Haccius, fut transformée en deux pavillons destinés à recevoir sa bibliothèque de Zurich. Le transfert de la bibliothèque eut lieu en 1949.
La Bibliotheca Bodmeriana est inaugurée le 6 octobre 1951, à Cologny. Elle accueille principalement les chercheurs venant travailler sur la collection. Odile Bongard est engagée afin de seconder Martin Bodmer dans son travail. Elle se voit confier l’ensemble de la collection ainsi que le remaniement de la Bibliotheca (les livres sont alors classés par ordre alphabétique).
L’idée de Martin Bodmer est de rassembler les textes les plus importants, dans la forme la plus proche possible du moment de leur genèse, de l’original. « Tout ici est symbole…On accorde la plus grande importance à l’original. Manuscrits et imprimés sont la plupart aussi proches que possible de la date de conception du texte, et les écrits les plus voisins de la date d’origine (les autographes) y sont en grand nombre. » 
La démarche de Martin Bodmer n’est pas celle d’un collectionneur compulsif. Il rassemble les pièces afin d’ériger un “édifice spirituel” pour tenter de restituer le “cheminement de l’homme vers lui-même”.
Selon Martin Bodmer, c’est la notion de Weltliteratur qui distingue sa collection de toutes les autres . Il n’a de cesse de méditer sur la notion et de renouveler la signification de ce concept. Il emprunte le terme de Weltliteratur à Goethe, qui l’a employé dans une lettre destinée à Johann Peter Eckermann du 31 janvier 1827, publiée en 1836 par ce dernier. 
Martin Bodmer se représente sa collection comme un ensemble construit autour de cinq noyaux que sont Homère, la Bible, Dante, Shakespeare, Goethe. Il développe une philosophie qui lui est propre quant à la littérature universelle et nourrit sa conception à travers ses convictions religieuses, ses lectures et l'observation continue de son époque. L'évolution de sa perception est également liée au contexte littéraire, puisque les années 50 sont marquées par la découverte de précieux papyri égyptiens accompagnée d'un intérêt renouvelé pour la littérature asiatique.
Avant la Seconde Guerre mondiale, Martin Bodmer conçoit la littérature universelle d'une manière spirituelle et métaphysique. Il estime en effet que l'Histoire de l'Esprit et de l'Humanité est orientée vers le progrès et par une force transcendante. Il s'agit là d'un héritage des philosophes idéalistes allemands, dont Hegel en premier lieu. À la suite de l'expérience de la guerre totale, sa perception se modifie : l'histoire de l'humanité se transforme constamment et la littérature universelle doit ainsi être considérée comme la trace de l'esprit de l'Humanité et de ses transformations au fil du temps.
Bien qu'importants, les cinq piliers ne constituent qu’une étape dans sa réflexion. À partir de la Seconde Guerre mondiale et face à l’ampleur des pertes humaines et des dégradations matérielles, il entre dans une logique humaniste : la volonté de préserver le patrimoine de l’humanité ; une conception qu'il garde jusqu'à la fin de sa vie, où la question religieuse reviendra au cœur de sa réflexion . En effet, Martin Bodmer a tenté de concrétiser le parcours intellectuel de l'Humanité à travers le "Chorus Mysticus" commençant avec Homère, puis Moïse, Zarathoustra, Mahâvîra, Bouddha, Lao Tseu et Jésus .
En 1971, soit trois semaines avant sa mort, Martin Bodmer lègue sa collection de manuscrits, papyri et autres livres anciens, à une fondation de droit privé. La Fondation Martin Bodmer a été successivement dirigée par le docteur Hans E. Braun (1971-1996), le professeur Martin Bircher (1996-2003), le professeur Charles Méla (2004-2013), le professeur Jacques Berchtold (depuis 2014).

## Collections
Martin Bodmer avait réuni pendant un demi-siècle environ 150 000 livres, manuscrits et objets d’intérêt archéologique.
Le noyau est constitué d’à peu près 200 manuscrits occidentaux et d’une centaine de manuscrits orientaux, d’environ 2000 autographes et 270 incunables (dont un dixième sont des Rara et des Unica). À cela s’ajoutent les imprimés, plusieurs milliers d’éditions originales, datant du XVIe au XXe siècle principalement. 

### Collections dédiées à l’écrit

#### Papyri

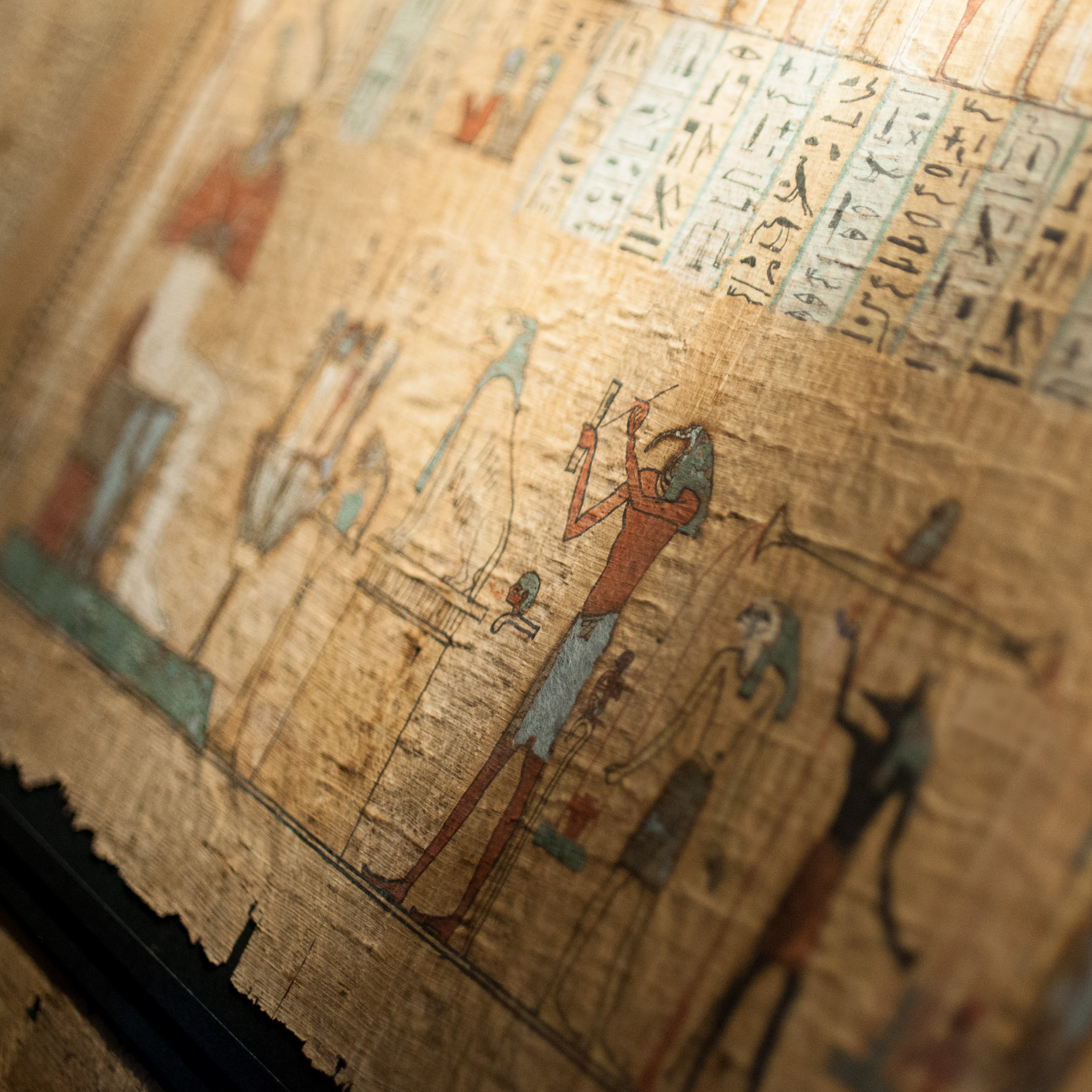
Le Livre des Morts d’Ousirour. Papyrus, Thèbes, Egypte. Ier s. av. J.-C. – IIe s. Restauré et conservé à la Fondation Martin Bodmer

Les Papyri Bodmer sont un ensemble de vingt-deux papyri découverts en Égypte en 1952, à Pabau, près de Dishna, l’ancien quartier général de l’ordre monastique fondé par Pacôme. Le site est situé non loin de Nag Hammadi.
Les Papyri contiennent des morceaux de l’Ancien et du Nouveau Testament, de la littérature chrétienne ancienne, des textes d’Homère et de Ménandre. Le plus ancien est daté du IIe siècle. La plupart des papyri se trouvent à la Bibliotheca Bodmeriana mais trois d’entre eux sont actuellement conservés à la Bibliothèque vaticane. Elle a d’abord reçu le Papyrus Bodmer VIII, puis, en 2007, elle a obtenu les papyri Bodmer XIV et XV.

#### Incunables

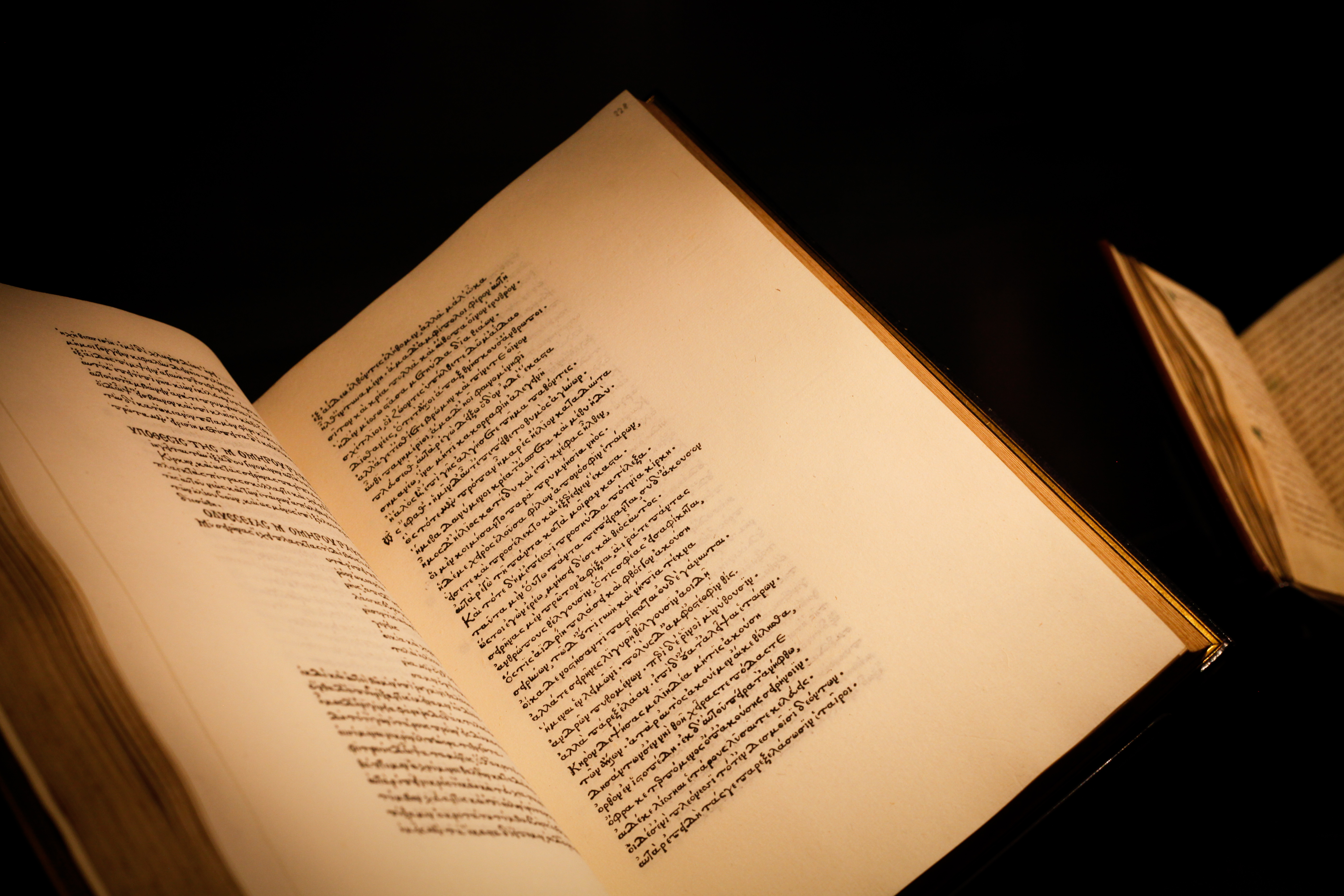
Homère, Odyssée, Florence, Bernardus et Nerius Nerlius, 9 décembre 1488, édition princeps grecque (Inc. B 126).

Les incunables (du latin « incunabulum » : berceau) représentent les impressions réalisées de 1454 à 1500. C’est la période de la naissance de l’imprimerie, et celle-ci doit encore créer son propre langage. La Fondation Martin Bodmer conserve environ 270 incunables. Parmi eux se trouvent des séries d’incunables dédiées à la Comédie de Dante (Venise était un des tout premiers foyers de diffusion de l’imprimerie précoce).
La Fondation possède également plusieurs versions de la Bible, qui fut pendant plus d’une dizaine d’années l’unique livre imprimé, et notamment un exemplaire de la Bible de Gutenberg. 
Les réserves de la Fondation abritent également d'autres documents comme l'Apocalypse de Saint-Jean traduit et illustré par Albrecht Dürer, Lancelot du Lac, en trois volumes, Les Œuvres d'Alain Chartier, la Tragoedicae quattuor d'Euripide, les textes d'Homère et les Orationes d'Isocrate - tous deux édités par Demetrius Chalcondylas-, les œuvres d'Aristote en cinq tomes édités par l'imprimeur Alde Manuce de 1495 à 1498, ou encore les récits d'Alexandre le Grand, Charlemagne, et les chefs-d’œuvre de Pétrarque.

#### Manuscrits précieux

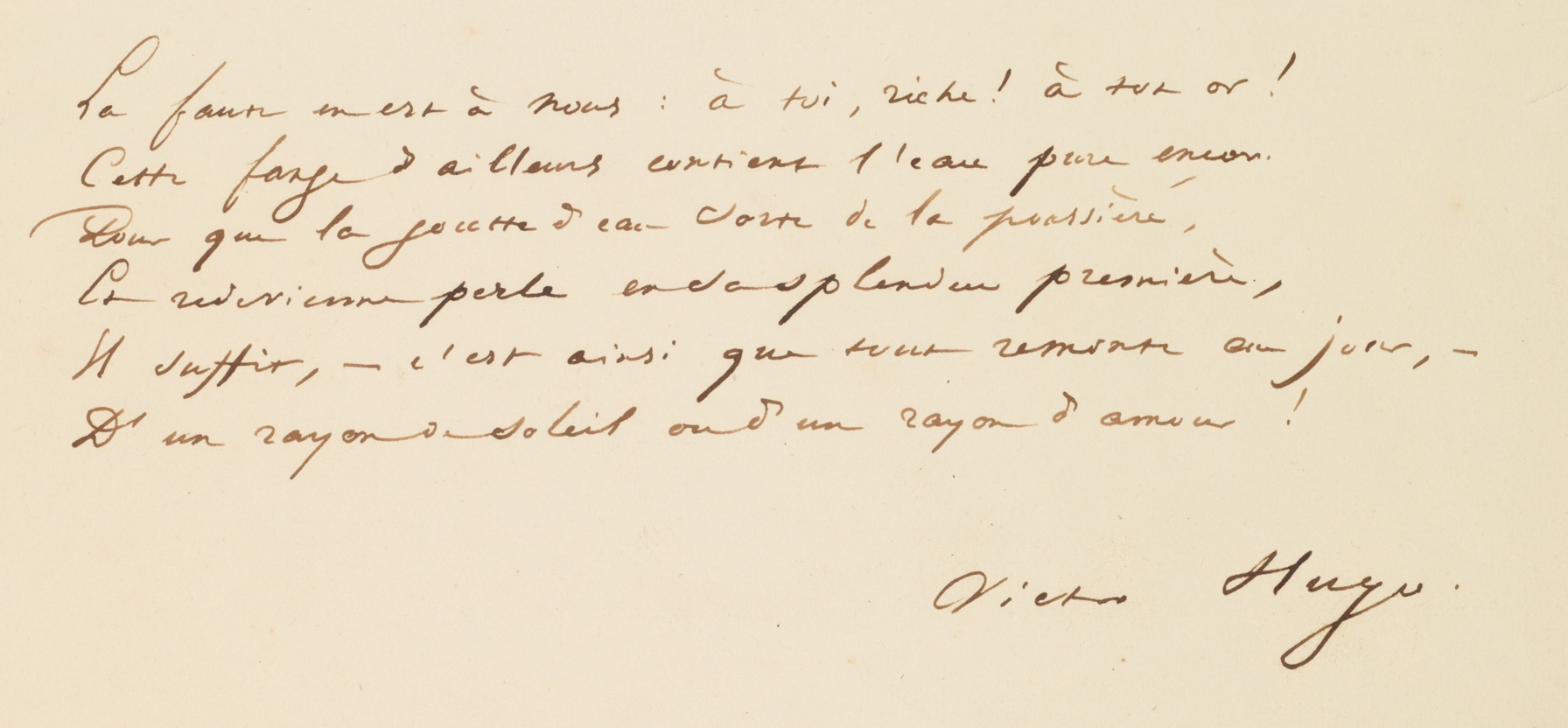
Extrait du poème "Oh ! n'insultez jamais une femme qui tombe !...", paru dans "Les chants du crépuscule"; Paris, 1841.

La collection détient quelque 300 manuscrits et près de 2000 autographes. Le Moyen Âge s’illustre par exemple avec les récits de Thèbes, Troie, d’Alexandre et de la Table Ronde ou encore la chanson des Niebelungen, représentant les grands cycles narratifs français et germanique du Moyen Âge. Un important recueil allemand, le Codex Kalocsa, contient des branches du Roman de Renart et de nombreux textes du Stricker. Avec le Roman de la Rose s’ouvre la voie de la littérature allégorique, jusqu’à Christine de Pisan, René d’Anjou et au mystérieux Songe de Poliphile. 
Dante est l'un des cinq piliers initiaux de la collection. L'humanisme est également représenté à travers les œuvres de Pétrarque, Ronsard ou Érasme.
Le monde musulman a également sa place dans la collection. La Révélation coranique est attestée à travers un ensemble de Corans arabes et persans, en écriture coufique ou en naskhi, auxquels s'ajoutaient le rouleau qui appartenait à Soliman le Magnifique et les Sentences d'Ali. La poésie persane est également représentée, dans des manuscrits calligraphiés sur papier oriental en provenance de Chiraz : Attar, Roumi, Hafez, Nizami, Dimna de Bidpai. Les traditions bouddhistes, chinoises et japonaises sont par ailleurs présentes.

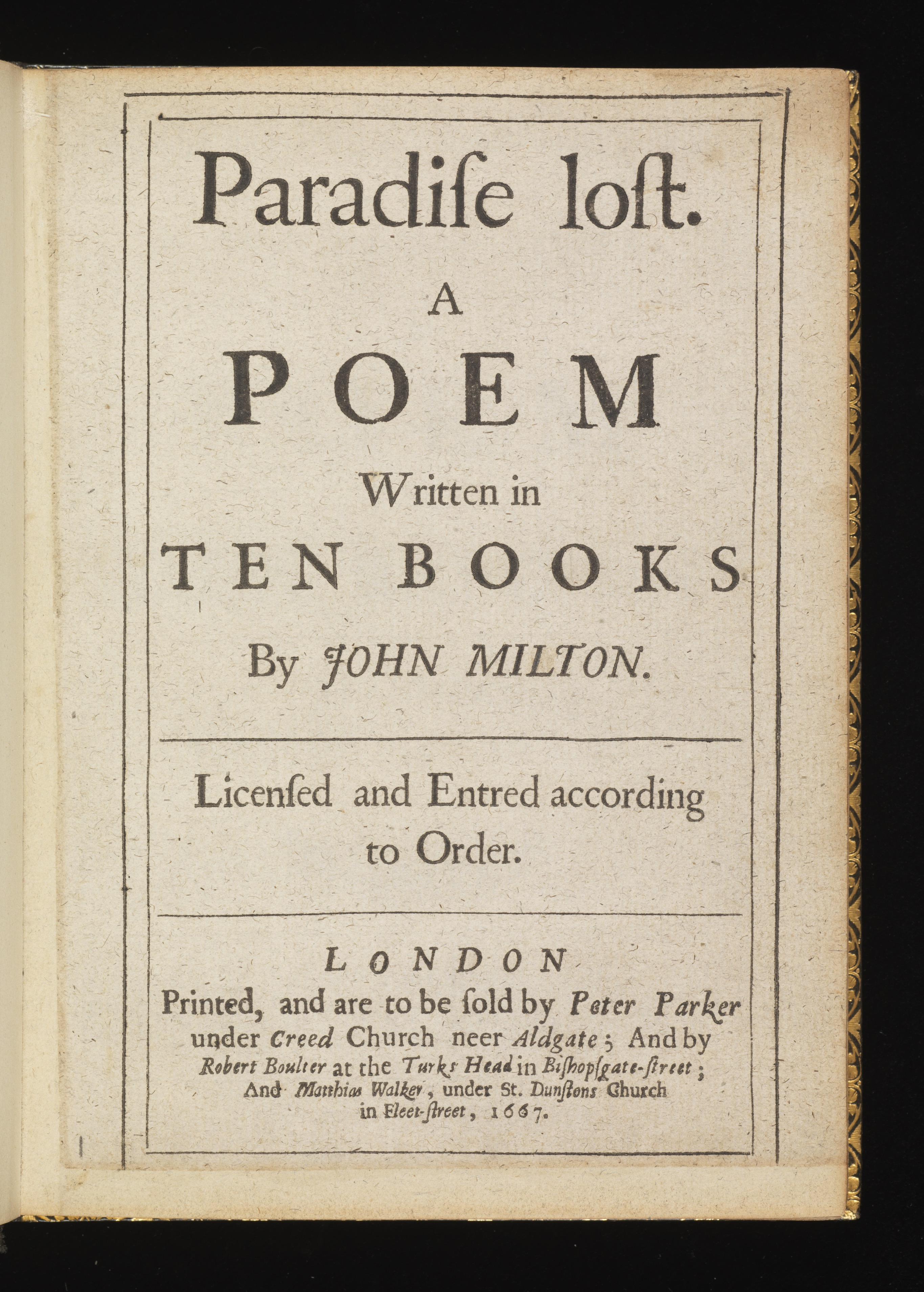
"Paradise Lost", de John Milton, édition originale londonienne de 1667.

#### Éditions originales
Des milliers de premières éditions (dites princeps pour les œuvres de l'Antiquité) sont répertoriées à la Fondation.
En voici quelques exemples : l'Astromicum Caesarum, de Petrus Apianus, de 1540 (et dédié à Charles Quint) ; les œuvres de Charles Baudelaire dont les Fleurs du Mal de 1857 ; En attendant Godot de Samuel Beckett aux Editions de Minuit, 1952 , L'Essai sur les données immédiates de la conscience (thèse de doctorat de 1889) et Matière et mémoire, de Henri Bergson, avec envoi de l'auteur ; Albert Camus, Louis-Ferdinand Céline, Blaise Cendrars ; le Don Quichotte de la Mancha, en deux volumes de 1605 et 1615 ; Diogène Laërce et son Vies, doctrines et sentences des philosophes illustres édité à Bâle par Johann Froben en 1533 ; la première édition collective des œuvres de Fédor Dostoievski, imprimée en quatorze volumes à Saint-Pétesbourg en 1882-1883 ; L'Édit de Nantes (1599), Le Code Noir (1765) et Le Code Napoléon (1812) ; les éditions originales de Kant, Hegel ou Nietzsche.

### Autres objets de la collection

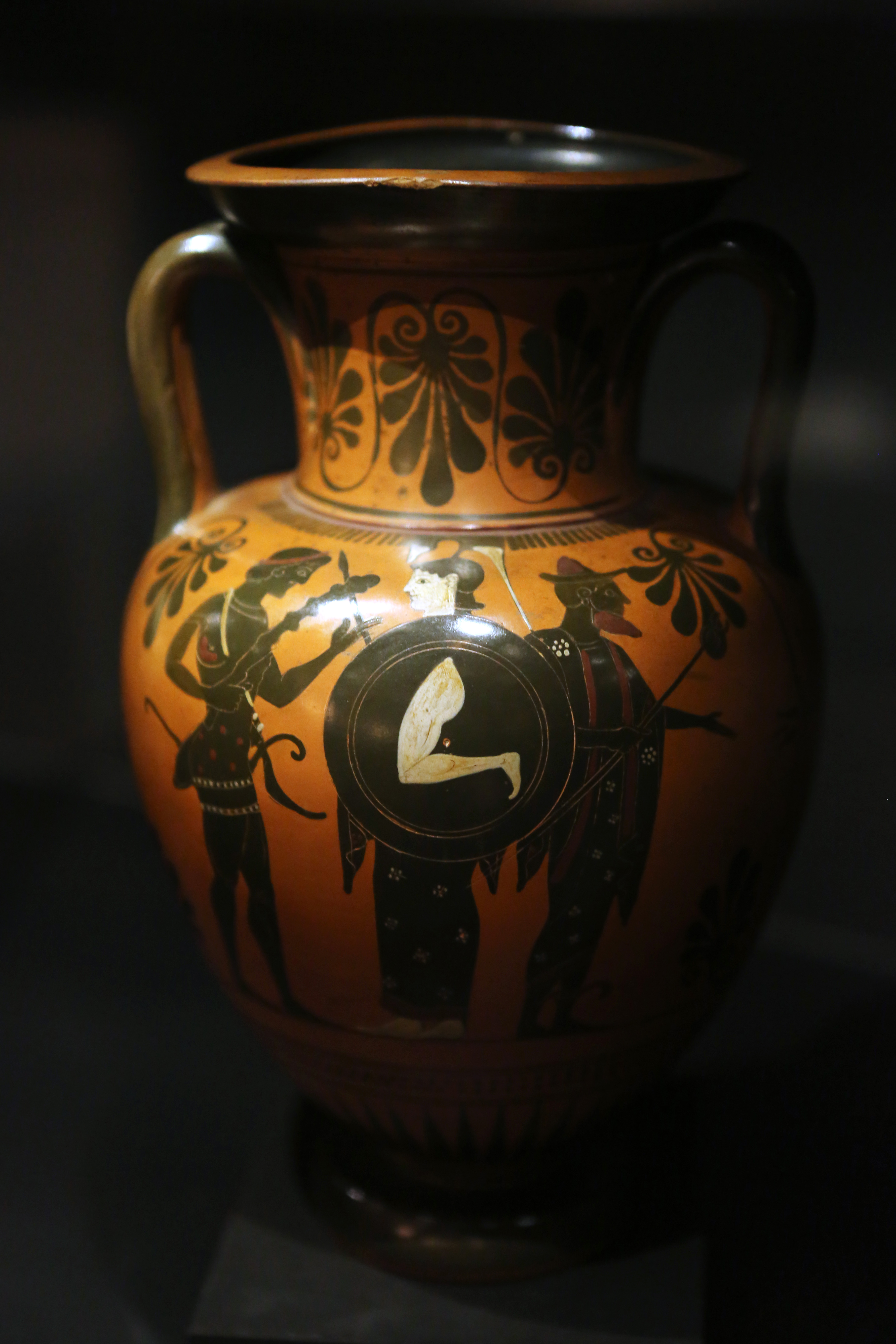
Amphore à figures noires du « Peintre d’Edimbourg » (Grèce, fin du, 29 cm de haut).

L’ensemble des pièces réunies par Martin Bodmer contient aussi des objets d’art. L’inventaire (incomplet) en dénombre 117, illustrant la préhistoire, l’Égypte antique, le Moyen-Orient antique, la Grèce antique et hellénistique, Rome, l’Europe médiévale et moderne, les Arts premiers des Amériques, d’Afrique et d’Océanie, l’Extrême-Orient. Il s’y ajoute une grande collection de monnaies, 148 pièces allant de la Grèce antique et de l’Empire romain jusqu’au Moyen Âge, une collection de dessins, une collection de fossiles, une collection de pierres et même une collection de papillons, donnée par la suite au Musée d’histoire naturelle de Genève. 
Plusieurs raisons peuvent en être données. D’abord l’écrit, qui témoigne de la civilisation humaine, a été transmis par différents supports : sceaux cylindriques, statues, stèles, ostraca de l’Égypte par exemple sont porteurs d’inscriptions hiéroglyphiques.  Il en va de même des différentes monnaies anciennes.
Ensuite Martin Bodmer a voulu rassembler des témoignages des civilisations sans écriture, en contrepoint des civilisations historiques de l’écriture : Mexique, Pérou, Afrique, Océanie. De plus ces objets illustrent les moments des grandes découvertes, d’Alexandre à Magellan.
Il faut encore tenir compte du désir de situer les œuvres dans leur contexte, selon tout un jeu de correspondances : ainsi les Livres des Morts s’accompagnent d’objets relatifs au culte funéraire égyptien, des amphores grecques illustrent des scènes homériques ou mythologiques, tel buste d’Homère, d’Alexandre ou de César donne à voir une grande figure de l’histoire ou de la littérature. Une mosaïque comme celle qui porte les noms de Parthénopè et de Métiochos atteste l’existence d’un récit hellénistique perdu et complète ainsi un chapitre de l’histoire littéraire.
Enfin, Martin Bodmer voulut situer les réalisations humaines au regard de la nature, de la vie, des origines de l’univers jusqu’à l’apparition de l’espèce humaine. Notons ainsi la collection de fossiles et coquillages (plus d’une cinquantaine de pièces), dont le  Ichtyosaure (Stenoptergygius) de trois mètres de long accueillant aujourd’hui les visiteurs à l’entrée du musée, rescapé de l’ère secondaire du jurassique inférieur, il y a environ 170 millions d’années, et retrouvé à Holzmaden (Allemagne).

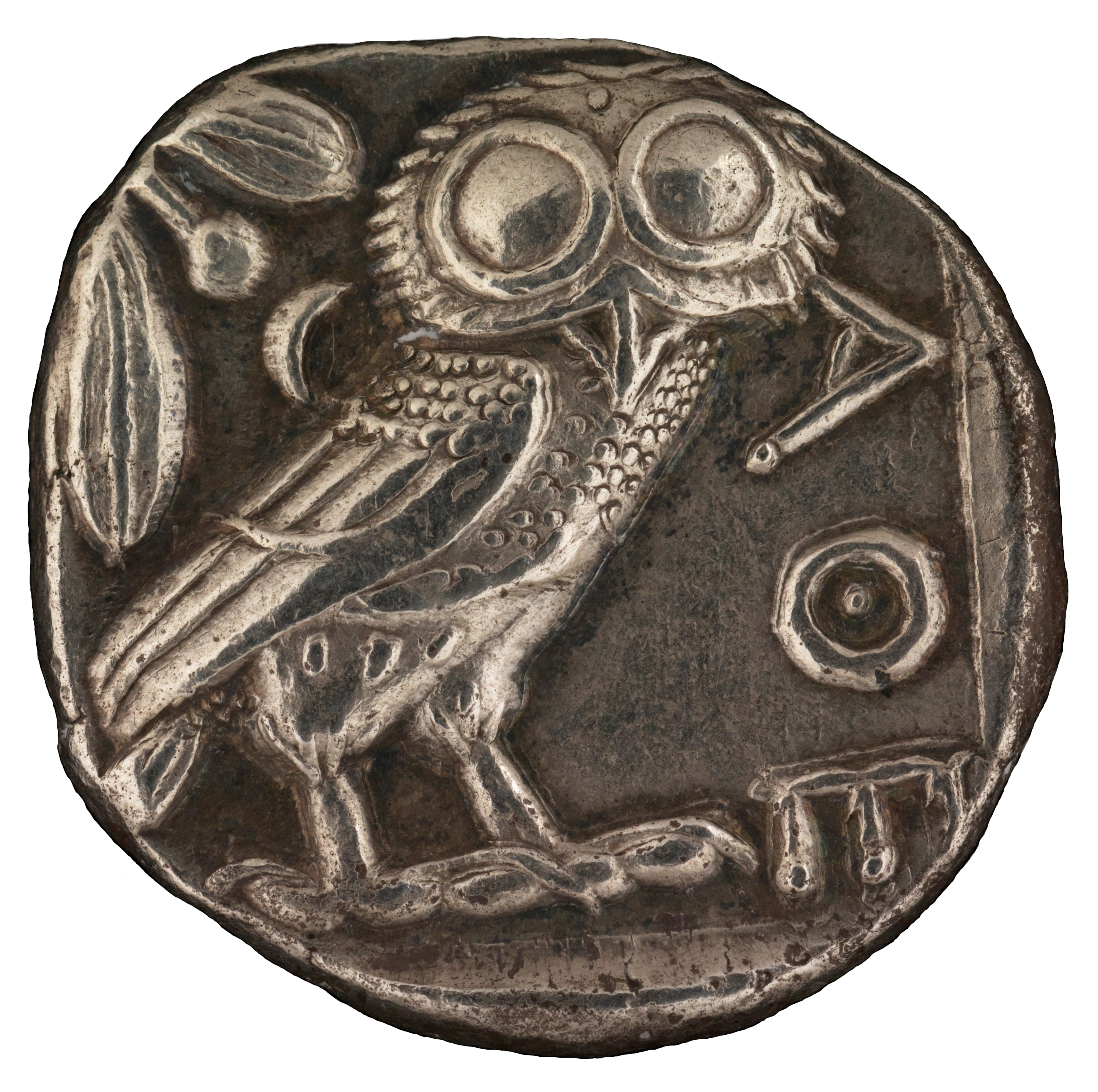
Monnaie athénienne, tétradrachme d'argent, 450 av. J.-C.

#### Numismatique
La collection compte 148 pièces de monnaie issues de l’Antiquité grecque, romaine et du Moyen Âge européen. Parmi les pièces significatives, on trouve deux statères d’argent d’Egine, frappés respectivement au VIe et Ve siècles av. J.-C., à l’effigie d’une tortue de mer, un double statère d’or à l’effigie d’Alexandre le Grand (revers) et de Nike (avers), 336-323 av. J.-C, un tétradrachme en argent représentant la tête d’Hélios, v. 250-190 av. J.-C., ainsi que vingt-trois aurei impériaux frappés entre la fin du Ier siècle av. J.-C. et le début du Ve siècle, à l’effigie notamment de Marc-Antoine, Auguste, Tibère, Claude, Néron, Trajan, Marc-Aurèle.
Ces pièces ont été présentées dans l’exposition « Les mots et les monnaies », tenue du 24 novembre 2012 au 17 mars 2013 au musée de la Fondation Bodmer, et certaines sont par ailleurs présentes dans l’exposition permanente.

#### Dessins

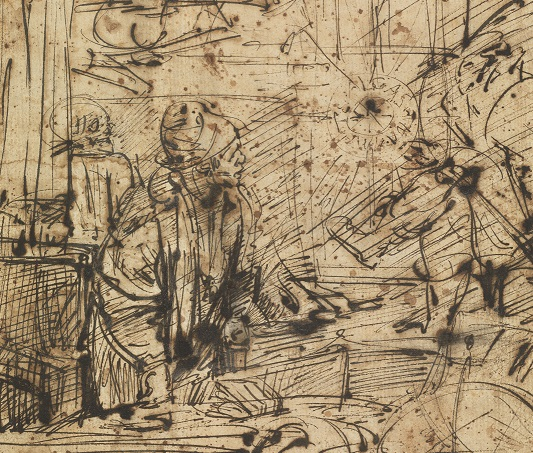
École de Rembrandt, Faust dans son cabinet de travail, dessin à la plume, souvent rapproché d'une eau-forte du maître de 1652.

Les dessins collectionnés correspondent, dans le domaine de l’art, à une expression écrite, au même titre que les lettres, les chiffres, les notations musicales, et entrent en relation avec des livres de la littérature universelle (thèmes bibliques, mythologiques, littéraires). De même pour les tapisseries bruxelloises et les kakemonos japonais.
Une partie de la collection de dessins fut progressivement aliénée pour des raisons diverses : ainsi, le dessin de Michel-Ange, Le Christ et la Samaritaine au puits de Jacob, fut vendu le 28 janvier 1998 afin de lever les fonds nécessaire au travail de l’architecte Mario Botta dans l’élaboration du musée. Un dessin de Van Gogh (Le Parc à Arles) fut vendu pour permettre l’acquisition de plusieurs manuscrits médiévaux (un codex scientifique v. 1230 contenant le Dragmaticon de Guillaume de Conches, une bible enluminée du XIIIe siècle, un manuscrit début XIVe des Vœux du paon de Jacques de Longuyon). En 2002, le dessin de Léonard de Vinci La Madone au chat fut vendu par voie privée, ce qui permit de financer l'achat, notamment, des premières épreuves de la Recherche du temps perdu de Proust, et d'une édition première des Nouveaux poèmes de Rilke dédicacée par l'auteur à l'attention de Baladine Klossowska.
Martin Bodmer possédait aussi des dessins de Raphaël (Deux prophètes avec des rouleaux, avec putti et tables, 1511-14), de Niklaus Manuel Deutsch (Femme de dos à la fleur, v. 1520), Rubens (Écorché, 1628-30), Nicolas Poussin (Études à partir de reliefs antiques, 1635-40), Watteau (Portrait d’un homme, 1718-19), Fragonard (Hercule vainquant les Hespérides, d’après le Carrache, 1759-61), Turner (Paysage alpin en Suisse, 1842-43, aquarelle), et la carton d’Ingres pour le Roger et Angélique de la National Gallery de Londres (v. 1830), et également des esquisses de Daumier, Géricault, Degas, Renoir, Cézanne, Liebermann, Kollwitz, Klee, Hodler, Segantini, Giacometti.
La Fondation décida de conserver une cinquantaine de dessins qui entretiennent un lien particulier avec la littérature, dont un dessin de Rembrandt représentant Isaac bénissant Jacob, v. 1638, une esquisse de François Boucher représentant le Tartuffe de Molière, un dessin de Kandinsky de 1918, présenté aux côtés de l’édition originale de l’almanach du Blaue Reiter (1912, édité par Wassily Kandinsky et Franz Marc) et un dessin de Picasso, Minotaure et jeune fille, de 1936.
Martin Bodmer possédait aussi un portrait de Dante par Sandro Botticelli dans son bureau de Cologny.

## Musée

### Projet et construction
Martin Bodmer a transformé deux pavillons déjà existants, situés à l’extrémité septentrionale de sa propriété de Cologny, acquise en 1944. Achevés vers 1949 dans un style néo-classique, ils sont l’œuvre de Charles Van Berchem, architecte à Genève, et de Hans Leuppi, décorateur zurichois . De 1951 jusqu’en 2001, date de construction du musée, ce sont ces bâtiments (et leurs sous-sols) qui renferment les collections de Martin Bodmer.
Les nouveaux bâtiments inaugurés en 1951 n’ont pas été pensés par Martin Bodmer comme de simples lieux de lecture ou d’archive de sa collection mais comme des espaces d’exposition. La salle du grand pavillon créée par l’architecte zurichois comportait des vitrines basses en noyer disposées le long des murs. Plus tard, les deux pavillons furent reliés par un couloir souterrain où se poursuivait également l’exposition. Dans son projet de 1970, il pensait à l’organisation de visites guidées de son exposition. 
Même si l’idée d’un musée et du partage de sa collection avec le grand public a toujours été présente dans l’esprit de Martin Bodmer, il a fallu attendre 1999 pour que soient lancées les démarches de construction d’un véritable lieu d’exposition. En effet, face au vieillissement des installations, aux progrès muséographiques, aux nouvelles normes édictées en matière de sécurité, le Conseil de Fondation décide de créer un nouvel espace muséal pour abriter les expositions de la collection. Il confie alors le projet à l’architecte suisse Mario Botta.  
Après trois ans de travaux, Mario Botta inaugurait le musée en 2003, en présence de plusieurs milliers de personnes. Il propose un projet d'agrandissement et un nouvel espace d'exposition, afin de présenter les documents à un plus large public. Le musée se situe entre les deux pavillons existants et est lié à ces bâtiments par les sous-sols. Il s'agit d'une construction hypogée sur deux niveaux. À l'entrée se situent cinq puits de lumière, surmontés de cinq volumes vitrés en forme de parallélépipèdes à base carrée. Ces lanterneaux signalent discrètement la présence des espaces souterrains. L'espace d'exposition est conçu tel un écrin enfoui, en raison du caractère précieux des documents exposés.
En 2017, des travaux d'agrandissements commencent. Il est décidé d'agrandir le musée de 300 m2 sur deux étages sous le jardin (le sous-sol de la cour étant occupé par le musée lui même). Comprenant une salle de lecture de 90 m2 pour les chercheurs, une quinzaine de places de travail y sont créées. Un nouvel atelier de restauration de 90 m2 est aussi aménagé, baigné par la lumière du jour. Au second sous-sol, des nouvelles réserves comprenant 3600 mètres linéaires de rayonnages sous forme de compactus sont créées et permettent d'avoir des conditions de conservation idéales pour les documents et œuvres (18 °C en tout temps, aucune lumière directe, hygrométrie idéale, surpression par ventilation pour éviter l'entrée de poussière). Les travaux d'agrandissement devraient être terminés à la fin de l'année 2019.

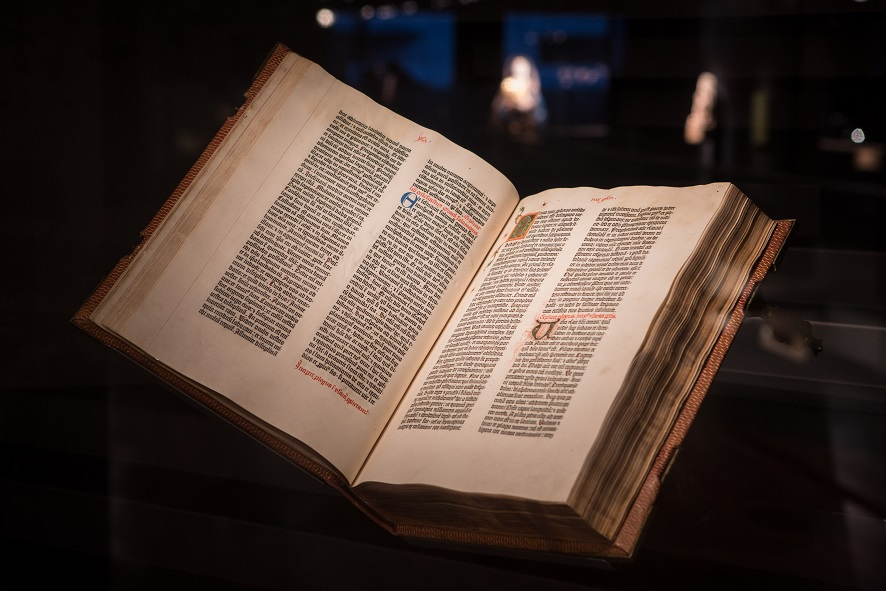
Bible « à 42 lignes » de Gutenberg, en deux volumes, 1454, Mayence.

### Exposition permanente
La collection de Martin Bodmer s'articule autour de grandes thématiques : la poésie, la mythologie, la religion et la politique. Elle illustre l'histoire de l'esprit humain à travers des œuvres hétéroclites, tels les objets préhistoriques, les papyri, manuscrits incunables, éditions originales et autographes. L'exposition s'organise tel un récit, des origines à nos jours et met en exergue les tournants majeurs du parcours intellectuel de l'humanité.
Afin d'assurer la préservation des documents, l'exposition permanente a été renouvelée en 2015.
Le musée présente également plusieurs expositions temporaires chaque année.

### Projets scientifiques
La Fondation Martin Bodmer accueille des chercheurs venant étudier divers pans de la collection. Deux projets de numérisation et de recherche, de grande envergure, sont en cours. Le projet e-codices consiste à numériser et à mettre en ligne des manuscrits médiévaux conservés dans les bibliothèques suisses. E-codices met à disposition des documents dans leur intégralité et gratuitement. Pour l’instant, 1458 manuscrits de 63 collections différentes sont accessibles (dont 193 appartenant à la Fondation Martin Bodmer, qui est, avec la bibliothèque de St-Gall (660) et celle de Bâle (220) l'une des collections comprenant le plus d'ouvrages numérisées pour le moment). La bibliothèque virtuelle est progressivement enrichie. La Fondation Martin Bodmer a rejoint ce projet, coordonné par l'Université de Fribourg. En association avec e-codices, la Fondation met à disposition un nouveau pan de ses fonds : les autographes modernes et contemporains (XVIe – XXe siècle). Cet ensemble propose à la fois des manuscrits d'œuvres littéraires ou scientifiques complètes, des articles, des lettres émanant d'hommes de lettres, de scientifiques ou de politiques, avec de nombreuses pièces prestigieuses et/ou inédites. On y trouve également des documents réunis au début du XXe siècle par le célèbre écrivain Stefan Zweig, grand collectionneur d'autographes. La Fondation Martin Bodmer possède dans ses locaux un atelier de numérisation unique en Suisse romande pour effectuer cette mission de numérisation. Des ouvrages de toute la Suisse romande y sont numérisés en partenariat avec e-codices. Un autre atelier, situé dans les locaux de l'université de Saint-Gall se charge des ouvrages en Suisse alémanique. 
Le Bodmer-Lab est un projet similaire, coordonné par l'Université de Genève, consistant à numériser et mettre en ligne les collections Bodmer. Il tire parti des avancées des Digital Humanities pour en numériser et en exploiter la part la plus significative. Ces données, bientôt disponibles en ligne aux chercheurs et au grand public, s'accompagneront de la publication régulière de travaux de recherche. Le Bodmer-Lab s’emploie à exploiter les données dans le cadre de divers projets en humanités numériques. Il tend à traiter statistiquement les données numérisées ainsi qu’à mettre en place une plateforme d’accueil susceptible d’encourager d’autres sous-projets de recherche centrés sur les données numérisées par le Bodmer-Lab.